# Gorky Park (Band)
Gorky Park (russisch Парк Горького) ist eine russische Rockband, die gegen Ende des Kalten Krieges als erste russische Glam-Metal-Gruppe in den Vereinigten Staaten bekannt wurde und bis heute in Russland aktiv ist.

## Geschichte
Im ausklingenden Kalten Krieg spielten die Mitglieder der Gruppe in verschiedenen Bands in Moskau. 1987 formierte sich die Band dann unter dem Namen „Gorky Park“. Wegen der gelockerten Reisebestimmungen gelang es ihnen, in die Vereinigten Staaten zu reisen, um dort einen Plattenvertrag zu erhalten. Zu der Zeit galt Rock aus Russland eher als Widerspruch, aber schon bald konnten die Bandmitglieder erste Verbindungen in die Musikindustrie knüpfen. So lernten sie bald Frank Zappa kennen. Mit der Hilfe von Jon Bon Jovi und Richie Sambora konnten sie einen Vertrag bei Mercury Records abschließen.
Das gleichnamige Debütalbum von Gorky Park erschien 1989 unter dem Label Vertigo Records und wurde von Bruce Fairbairn produziert. Im Jahr des Falls der Berliner Mauer und des sich damit rapide wandelnden politischen Klima erfuhren sie zunehmend Unterstützung. So wurde ihr erstes Video Bang von MTV in der Heavy Rotation gespielt. Auch ihre nächsten beiden Singles Try to Find Me und Peace in Our Time (in Zusammenarbeit mit Bon Jovi) wurden Radiohits. Weiterhin befand sich auf dem Album eine Coverversion des The-Who-Hits My Generation. Die Gruppe erregte erstmals 1989 beim Moscow Music Peace Festival internationales Aufsehen, wo sie gemeinsam mit Bands wie Skid Row, Mötley Crüe, Scorpions, Cinderella usw. auftrat.
Es folgen Zwistigkeiten mit Bon Jovi und Richie Sambora, da die beiden 80 % der Einnahmen einstrichen. Es führte so weit, dass Richie Sambora 50 % wieder zurückgab.
Nachdem die Wende ihren Höhepunkt erreicht hatte, sank in den Vereinigten Staaten das Interesse an der Band schnell wieder ab.
1990 verließ Noskow die Gruppe. Die anderen Mitglieder der Band machten allerdings weiter. 1993 folgte das zweite Studioalbum Moscow Calling, das außerhalb der Vereinigten Staaten 500.000 Mal verkauft wurde.
1996 erschien dann das dritte Album Stare. Es kam zu einem kleinen Besetzungswechsel. Nikolai Kusminich übernahm das Keyboard und Minkow den Gesang zu seinem Instrument. Bei Don’t Make Me Stay war Allen Holdsworth Gastmusiker an der Gitarre. Dieses Album wurde nur für den russischen Markt produziert und ist deshalb in Europa schwer erhältlich.
Das vierte Album Protivofazza erschien 1998, wiederum nur für den russischen Markt.

## Diskografie
Alben
- 1989: Gorky Park
- 1993: Moscow Calling
- 1996: Stare
- 1998: Protivofazza

Singles
- 1989: Try to Find Me
- 1989: Bang
- 1989: Peace in Our Time
- 1992: Moscow Calling
- 1996: Stare